# Paul Matteoli
Pour les articles homonymes, voir Matteoli.
Paul Matteoli, né le 7 novembre 1929 à Ollioules et mort le 28 décembre 1988 à Marseille, est un coureur cycliste professionnel français.

## Biographie
Paul Matteoli pratiquait le cyclisme sur route et sur piste entre 1949 et 1956. Il a remporté une médaille de bronze en poursuite individuelle aux Championnats du monde 1950, ainsi que deux titres nationaux en 1950 et 1951, succédant à Roger Piel.
Sur la route, il a remporté la course Marseille-Toulon-Marseille en 1949 et le Circuit de l'Ain en 1953.

## Palmarès sur piste

### Championnats du monde
- Rocourt 1950
  -  Médaillé de bronze de la poursuite

### Championnats nationaux
- 1950
  -  Champion de France de poursuite
- 1951
  -  Champion de France de poursuite
- 1952
  - 2e du championnat de France de poursuite
- 1954
  - 2e du championnat de France de poursuite

## Palmarès sur route
- 1949
  -  Champion de France indépendants
  - Marseille-Toulon-Marseille
- 1953
  - Circuit de l'Ain
- 1954
  - Circuit des Deux Ponts à Montluçon